# Mrs. Winterbourne
Pour plus de détails, voir Fiche technique et Distribution.
Mrs. Winterbourne (titre alternatif : Veuve par alliance) est un film américain réalisé par Richard Benjamin, sorti en 1996.

## Synopsis
À New York, Connie Doyle, une jeune SDF, déboussolée parce que son petit ami Steve l’a abandonnée enceinte jusqu’aux yeux, confond le métro avec le train et emprunte celui qui va à Boston. Lors du contrôle des billets, un jeune couple la dépanne. Hugh Winterbourne va présenter sa femme Patricia, enceinte elle aussi, à sa richissime famille bostonienne. Mais le train déraille et, dans l’accident, le couple Winterbourne décède tandis que Connie accouche d’un garçon. À l’hôpital, l’Administration l’identifie comme étant la jeune veuve Patricia Winterbourne avec son fils. La famille Winterbourne désire recueillir belle-fille et petit-fils. Grace, la « belle-mère », se prend d’affection pour Patricia-Connie tandis que celle-ci et Bill, frère jumeau d’Hugh, ne tardent pas à tomber amoureux et à se marier. C’est alors que la nouvelle madame Patricia Winterbourne commence à recevoir des lettres anonymes…   

## Fiche technique
- Titre : Mrs. Winterbourne
- Titre français alternatif : Veuve par alliance
- Réalisation : Richard Benjamin
- Scénario : Lisa-Maria Radano & Phoef Sutton (en) d'après le roman de William Irish (un pseudonyme de Cornell Woolrich), J'ai épousé une ombre (I Married a Dead Man, 1948)
- Musique : Patrick Doyle
- Photographie : Alex Nepomniaschy
- Montage : Jacqueline Cambas & William Fletcher
- Pays :  États-Unis
- Langue : Anglais
- Production : Ross Canter, Oren Koules & Dale Pollock
- Sociétés de production : TriStar Pictures & A&M Films
- Société de distribution : TriStar Pictures
- Budget : 25 millions $ (estimation)
- Format : Couleur — Dolby - SDDS — 1.85:1
- Genre : comédie dramatique
- Durée : 105 min
- Date de sortie : 
  - États-Unis : 19 avril 1996
  - France : 18 décembre 1996[1]
- Tournage extérieur : 
  - Canada : Parkwood Estate[2] à Oshawa, Toronto (Ontario)
  - États-Unis : New York, Beverly et Boston (Massachusetts).

## Distribution
- Shirley MacLaine (V.F. : Arlette Thomas ; V.Q. : Claudine Chatel) : Grace Winterbourne
- Ricki Lake (V.F. : Isabelle Ganz ; V.Q. : Violette Chauveau) : Connie Doyle / Patricia Winterbourne
- Brendan Fraser (V.F. : Patrick Osmond [Bill] et Maurice Decoster [Hugh]; V.Q. : Daniel Picard) : Bill et Hugh Winterbourne
- Miguel Sandoval (V.F. : Denis Boileau ; V.Q. : Luis de Cespedes) : Paco
- Loren Dean (V.F. : Bernard Bollet ; V.Q. : Pierre Auger) : Steve DeCunzo
- Peter Gerety (V.F. : Jacques Ciron) : le père Brian Kilraine
- Jane Krakowski (V.F. : Dorothée Jemma ; V.Q. : Johanne Léveillé) : Christine
- Debra Monk (V.F. : Maïté Monceau) : le lieutenant Ambrose
- Cathryn de Prume : Renee
- Kate Hennig : Sophie
- Susan Haskell (V.Q. : Anne Bédard) : Patricia Winterbourne
- Jennifer Irwin (V.F. : Véronique Rivière) : Susan
- Victor A. Young (V.F. : Jean-Pierre Leroux) : Dr Hopley
- Bertha Leveron : Vera

Source et légende : Version québécoise (V.Q.) sur Doublage Québec.

## Distinction
- Satellite Awards 1997 : Shirley MacLaine nommée pour le Golden Satellite Award de la meilleure actrice dans un film de comédie ou musical.

## Autour du film
- Remake du film français J'ai épousé une ombre de Robin Davis (1983), lui-même remake du film américain Chaînes du destin (No Man Of Her Own) de Mitchell Leisen (1950).